# Dihelus orientalis
Dihelus orientalis är en stekelart som beskrevs av Gupta 1979. Dihelus orientalis ingår i släktet Dihelus och familjen brokparasitsteklar. Inga underarter finns listade i Catalogue of Life.